# 野村白寿坊
野村 白寿坊（のむら はくじゅぼう、元文3年（1738年） - 文化14年6月16日（1817年7月29日））は、江戸時代後期の武士、俳人。江戸幕府御家人。本姓は源氏。通称は平太夫。名は安長。諱は信我。号は白寿坊、道元、竹華仙、敲月。俳諧の流派である美濃派（以哉派）の七世道統。

## 経歴
江戸下谷御徒町の御家人の子として生まれる。文化3年（1806年）、京都の永観堂に美濃派連塔を建立した。田上菊舎が天明2年（1782年）、松尾芭蕉の「奥の細道」の逆コースを辿って旅した際は、しばらく白寿坊の家に滞在している。
著書は『道の花集』『四季大概』。
文化14年（1817年）没。行年77。法名は最勝院釈道元白寿居士。墓所は六本木の真宗円林寺にある。子の琴和（芳寿）も俳人として知られ、嘉永7年（1855年）に没している。